# C/2013 V3 (Nevski)
C/2013 V3 (Nevski) — одна з короткоперіодичних комет типу комети Галлея. Ця комета була відкрита 6 листопада 2013 року; вона мала 15.1m на час відкриття.